# Studien zur antiken Malerei und Farbgebung
Studien zur antiken Malerei und Farbgebung ist eine seit 1994 erscheinende Fachbuchreihe. Sie wird von den Archäologen Volkmar von Graeve und Vinzenz Brinkmann herausgegeben. Mehrere der Bände wurden mit finanzieller Unterstützung der Stiftung Archäologie in München veröffentlicht. Die Reihe, die sich vor allem aus Hochschulschriften zusammensetzt, wurde bis auf Band 9 im Verlag Biering und Brinkmann verlegt. In der Reihe erscheinen grundlegende Werke zur aktuellen Forschung zur Malerei und Polychromie der antiken griechischen, etruskischen und römischen Kunst.
| Band | Titel                                                                                                | Autor                 | Datum | Bemerkungen          | ISBN               |
| ---- | --- | --------------------- | ----- | -------------------- | ------------------ |
| 1    | Beobachtungen zum formalen Aufbau und zum Sinngehalt der Friese des Siphnierschatzhauses             | Vinzenz Brinkmann     | 1994  | Dissertation         | ISBN 3-930609-00-2 |
| 2    | Die Odysseefresken vom Esquilin                                                                      | Ralf Biering          | 1995  | Dissertation         | ISBN 3-930609-06-1 |
| 3    | De picturae initiis. Die Anfänge der griechischen Malerei im 7. Jahrhundert v. Chr                   | Nadia J. Koch         | 1996  | Dissertation         | ISBN 3-930609-09-6 |
| 4    | Polychrome Bilder auf weißgrundigen Lekythen. Zeugen der klassischen griechischen Malerei            | Ulrike Koch-Brinkmann | 1999  | Dissertation         | ISBN 3-930609-18-5 |
| 5    | Die Polychromie der archaischen und frühklassischen Skulptur / Mit einem Beitr. von Oliver Primavesi | Vinzenz Brinkmann     | 2003  | Habilitationsschrift | ISBN 3-930609-19-3 |
| 6    | Techne und Erfindung in der klassischen Malerei. Eine terminologische Untersuchung                   | Nadia J. Koch         | 2000  |                      | ISBN 3-930609-25-8 |
| 7    | Bemalte attische Grabstelen klassischer Zeit                                                         | Richard Posamentir    | 2006  | Dissertation         | ISBN 3-930609-28-2 |
| 8    | Der zweite Stil in pompejanischen Wohnhäusern                                                        | Ernst Heinrich        | 2002  | Dissertation         | ISBN 3-930609-37-1 |
| 9    | Polychromie hellenistischer Skulptur. Ausführung, Instandhaltung und Botschaften                     | Clarissa Blume        | 2015  | Dissertation         | ISBN 3-7319-0017-3 |